# Tanums gästgiveri
Tanums gästgiveri är en gästgivaregård vid Apoteksvägen 7 i Tanumshede, Tanums kommun. Byggnaden, som uppfördes under 1700-talet, och byggdes till år 1847 och år 1929, är byggnadsminne sedan den 26 september 1983. Tanums gästgiveri är troligen Sveriges äldsta gästgiveri i kontinuerlig drift, med verksamhet sedan år 1663.

## Historia
Hede, nuvarande Tanumshede, är sedan gammalt en knutpunkt för viktiga vägar och därför ett naturligt bygdecentrum. Gästgiveriet har sannolikt funnits här lika länge som den närliggande tingsplatsen, det vill säga sedan slutet av 1700-talet.
Höjdpartiet där bebyggelsen ligger samlad har sedan lång tid tillbaka nyttjats av människor. De äldsta spåren är i form av gravar. Från järnåldern finns vid södra utfarten till Riksvägen (gamla E6) ett väl synligt gravfält och på höjden intill gästgiveriet finns ett par ensamliggande gravar. Troligen är dessa rester av ett större gravfält som utbrett sig över hela höjdpartiet. De tidigaste uppgifterna om gästgiveri- och tingshusfunktionerna på fastigheten Hede går tillbaka till 1663, då "Björn i Hee" fick kungliga rättigheter att starta en gästgiverirörelse. Även ting hölls vid denna tid i Hede, osäkert är dock om det var i nuvarande tingshuset eller i gästgiveriet som tinget hölls. Traditionen vill förlägga båda husens tillkomst till 1600-talet. Det nuvarande timmerhuset i två våningar är av okänd ålder, men innehåller troligen byggnadsdelar från 1700-talet. En tillbyggnad i vinkel tillkom 1847 och en pendang till denna 1929. Exteriörens nuvarande gulmålade locklistpanel kan sättas i samband med 1847 års ombyggnad. Gästgiveriet används fortfarande som restaurang.
Efter det att krögaren Steiner Öster och hans hustru Règine tog över gästgiveri vid årsskiftet 1969–1970 genomfördes en omfattande restaurering av byggnaden och hotellverksamheten flyttades till den intilliggande tidigare läkarvillan. Senare kom gästgiveriets verksamhet även att inrymmas i det intilliggande sockenmagasinet och i tingshuset.

## Beskrivning
Gästgiveriet ingår som en del i ett större kulturhistoriskt sammanhang med före detta havremagasin, före detta tingshus, vägstenar och stensättningar. Byggnaderna ligger samlade i norra delen i Tanumshede invid vägskälet mot Grebbestad. Utefter gamla landsvägen finns en rik lövträdsvegetation. Gästgiveriet vänder sig med entrén mot vägkorsningen och en parkering. Byggnaden är tillbyggd i dess östra del. Äldre panel och blindfönster finns på byggnadens norra gavel.

### Exteriör
Byggnaden vänder sig mot en grusad yta och en stensatt gång. Gästgiveriet består av flera byggnadsvolymer som bildar en u-form. Tujor är planterade närmast byggnaden. Fasaden är klädd med gulmålad locklistpanel med åsar. Utskjutande gråmålade knutlådor indelar fönstren i symmetriska axlar. Fönstren har vitmålade lufter som är spröjsade i vardera tre rutor. Fönsteromfattningarna är gråmålade och fönsterunderstyckena är lövsågade. Gaveln mot norr har fönster av äldre typ som är mindre och småspröjsade och omges av gråmålade profilerade omfattningar. Gaveln utmärks av två blindfönster. Entrén har en trädörr med fiskbensmönstrad panel och en skyddande baldakin. Entréns nuvarande utformning tillkom på 1930-talet, då den äldre dörren med överljusfönster borttogs. Entréomfattningar har tidigare anslutit till de utskjutande knutarna. Sadeltaket är täckt med enkupigt tegel och har profilerade taktassar och lövsågade vindskivor. Huvudbyggnaden mot väster har murade skorstenar medan det finns flera ventilationshuvar på övriga takfall mot öster. De tillbyggda huskropparna har uppförts i material, volymer och utförande som i sin helhet är anpassade till den äldsta byggnaden. På byggnadens baksida mot öster har flera funktionella anordningar inrymts som utrymningsstege och lastplats för varor med mera.

### Interiör
I bottenvåningen finns tambur, skänkrum, två matsalar samt foajé. Övriga utrymmen i tillbyggnaderna inrymmer köksavdelningar, förråd, med mera. I skänkrummet är väggarna klädda med panel och en smal hylla sträcker sig över rummets väggar. Taket har frilagda stockar och är bemålat med vindruvsrankor. Väggarna pryds av förteckningar med gästgiveriets ägarnamn. Först finns "guvernörens fullmaktsbrev" den 6 juli 1663: "Björn i Hee bekom nu herr guverneurens fullmakt att vara Gästgifvare. Allmogen tillsades att skaffa timber till ett stall för resande folks hästar". Spegeldörrarna är målade i blå och bruna kulörer. I den ena matsalen finns en hög bröstningspanel och brädtaket är vitmålat. Dörrarna är äldre spegeldörrar med smidesgångjärn. Rummet är målat i gula färgtoner. I den andra matsalen finns en hög bröstningspanel och släta golvsocklar. I rummet finns en gul/brunmelerad kakelugn. Dörrbladen har speglar och är marmorerade i grönt och brunt. I foajén finns en stor murad ugn. Golvet är täckt med mönsterlagt tegel och taket har synliga bjälkar. Golven i rummen har äldre trägolv, som behandlats med någon slags bets eller fernissa. På övervåningen inryms konferensrum, större matsal, med mera. Där finns en bevarad kakelugn med gröna glaserade plattor i reliefmönster.